# Prêmio Literário Cidade de Belo Horizonte
O Concurso Nacional de Literatura Prêmio Cidade de Belo Horizonte, ou simplesmente Prêmio Literário Cidade de Belo Horizonte, é um concurso literário criado em 1947, sendo considerada uma das mais antigas premiações literárias do país. Foi reformulado em 2019, pela Prefeitura Municipal de Belo Horizonte, para destacar e premiar obras literárias de relevo escritas por poetas e contistas que participam do certame.

## História
O prêmio foi criado durante a gestão do prefeito João Franzen de Lima, por meio do Decreto nº 204, de 14 de outubro de 1947, em comemoração do cinquentenário da cidade de Belo Horizonte e, também, em homenagem ao 2º Congresso Brasileiro de Escritores que ocorria na capital mineira.

## Organização
A premiação é oferecida pelo governo municipal a escritores iniciantes e profissionais, de qualquer idade, nascidos e residentes em território nacional. O processo de seleção Prêmio Literário Cidade de Belo Horizonte é realizado por comissões julgadoras compostas por renomados escritores mineiros e também de outros Estados.
Tradicionalmente abarca as categorias conto e poesia.

## Prêmios
Os premiados foram:
| Ano  | Categoria                                                | Obra                                                     | Autores                                                  | Ref                  |
| ---- | -------------------------------------------------------- | -------------------------------------------------------- | -------------------------------------------------------- | -------------------- |
| 1952 | Romance                                                  | Tempo de Amar                                            | Autran Dourado                                           | [ 5 ] [ 6 ]          |
| 1955 | Novela                                                   | As raízes                                                | Rui Mourão                                               | [ 7 ]                |
| 1959 | Conto                                                    | Sofrendo no Quarto                                       | Ivan Angelo                                              | [ 8 ]                |
| 1964 | Poesia                                                   | Pedra Solidão                                            | Libério Neves                                            | [ 9 ]                |
| 1970 | Romance                                                  | O Peixe e o Pássaro                                      | Bartolomeu Campos de Queirós                             | [ 10 ]               |
| 1972 | Poesia                                                   | As Musculaturas do Arco do Triunfo                       | Adão Ventura                                             | [ 11 ] [ 12 ] [ 13 ] |
| 1980 | Poesia                                                   | O Sacro Ofício                                           | Sônia Queiroz                                            | [ 14 ]               |
| 1990 | Romance                                                  | Mistério em São Sebastião                                | José Roberto Moreira de Melo                             | [ 15 ]               |
| 1996 | Poesia                                                   | Dublê de Anjo                                            | Anízio Vianna                                            | [ 16 ]               |
| 1999 | Dramaturgia                                              | Polacas                                                  | Analy Alvarez                                            | [ 17 ]               |
| 2000 | Conto                                                    | Palavras Cruzadas                                        | Sérgio da Rocha de Kleinsorge                            | [ 18 ]               |
| 2000 | Dramaturgia                                              | O Cavalo do Ingês                                        | Roberto Jorge Passy                                      | [ 18 ]               |
| 2000 | Poesia                                                   | Crucial e Vão                                            | Luigi Augusto de Oliveira                                | [ 18 ] [ 19 ]        |
| 2009 | Dramaturgia                                              | O Amor Impossível do Valente Assis                       | Luís Pimentel                                            | [ 20 ] [ 21 ]        |
| 2009 | Poesia - Autor estreante                                 | A Temperatura do Fogo                                    | Gabriel Tarragô Santos                                   | [ 20 ] [ 21 ]        |
| 2010 | Não foram realizadas as edições referentes a estes anos. | Não foram realizadas as edições referentes a estes anos. | Não foram realizadas as edições referentes a estes anos. | [ 22 ]               |
| 2011 | Não foram realizadas as edições referentes a estes anos. | Não foram realizadas as edições referentes a estes anos. | Não foram realizadas as edições referentes a estes anos. | [ 22 ]               |
| 2012 | Conto                                                    | Quando Termina                                           | Paulo Roberto Assis Paniago Paulo Renato Souza Cunha     | [ 23 ]               |
| 2012 | Dramaturgia                                              | Primeiro Amor                                            | Vinicius Jatobá                                          | [ 23 ]               |
| 2012 | Poesia                                                   | Fundo Falso                                              | Mônica de Aquino                                         | [ 23 ] [ 24 ]        |
| 2012 | Romance                                                  | Malditas Fronteiras                                      | João Batista Melo                                        | [ 23 ]               |
| 2014 | Conto                                                    | As Últimas Aventuras do Herói                            | Flávio Cafieiro                                          | [ 1 ]                |
| 2014 | Dramaturgia                                              | Que Rei Fui Eu                                           | Décio de Castro                                          | [ 1 ]                |
| 2014 | Poesia                                                   | Pomares de Cézanne                                       | Marcus Vinícius Teixeira Quiroga Pereira                 | [ 1 ]                |
| 2014 | Romance                                                  | Arroz Queimado                                           | Vinícius Gomes Machado                                   | [ 1 ]                |
| 2015 | Poesia                                                   | O Rio no Bolso                                           | Estêvão Machado                                          | [ 25 ]               |
| 2016 | Dramaturgia                                              | O Gigante                                                | Marcus de Martini                                        | [ 26 ]               |
| 2016 | Poesia                                                   | O Desastre Toma Conta de Tudo                            | Ney Ferraz Paiva                                         | [ 27 ]               |
| 2019 | Dramaturgia                                              | O Chiste                                                 | Beto Oliveira                                            | [ 28 ]               |
| 2020 | Conto                                                    | Contos do Vigário                                        | Maria de Lourdes Bertonni Araújo                         | [ 29 ]               |
| 2020 | Poesia                                                   | O Gosto Amargo dos Metais                                | Priska Agustoni                                          | [ 29 ] [ 30 ]        |
| 2022 | Dramaturgia                                              | Dois no Andaime                                          | Petrus Chaves Gaspar de Morais Faria                     | [ 31 ]               |
| 2022 | Romance                                                  | Amoroso Cangaço                                          | Emmanuel Nogueira Ribeiro                                | [ 31 ]               |
| 2023 | Conto                                                    | O Mundo do Infinitamente Pequeno                         | Bruna Meneguetti                                         | [ 32 ]               |
| 2023 | Poesia                                                   | Retorno ao Ventre                                        | Jr. Bellé                                                | [ 32 ]               |